# لشکر (گدابیگ)
لشکر (به لاتین: Leşkər) یک منطقه مسکونی در جمهوری آذربایجان است که در شهرستان گدابیگ واقع شده‌است.